# Cnemaspis sisparensis
Espèce
Synonymes
- Gymnodactylus sisparensis Theobald, 1876
- Gymnodactylus maculatus Beddome, 1870
- Gonatodes bireticulatus Annandale, 1915
- Cnemaspis anaikattiensis Mukherjee et al., 2005

Statut de conservation UICN

 NT  : Quasi menacé
Cnemaspis sisparensis est une espèce de geckos de la famille des Gekkonidae.

## Répartition
Cette espèce est endémique des Ghâts occidentaux en Inde. Elle se rencontre dans les Nîlgîri dans le Tamil Nadu et dans le Kerala. On la trouve entre 400 et 1 580 m d'altitude.

## Description
Cnemaspis sisparensis mesure jusqu'à 42,7 mm, queue non comprise.

## Étymologie
Son nom d'espèce, composé de sispar[a] et du suffixe latin -ensis, « qui vit dans, qui habite », lui a été donné en référence au lieu de sa découverte, le Sispara Ghat.

## Taxinomie
Richard Henry Beddome avait décrit Gymnodactylus maculatus en 1870 mais ce nom était préoccupé par Gymnodactylus maculatus (Steindachner, 1867) ; William Theobald l'a donc renommé Gymnodactylus sisparensis.

## Publication originale
- Theobald, 1876 : Descriptive catalogue of the reptiles of British India. p. 1-238 (texte intégral).